# Partido Colorado (Uruguai)
O Partido Colorado (PC; lit.: "Partido Vermelho") é um partido político uruguaio de cariz liberal centrista. O partido foi fundado em 1836, sendo um dois dos mais longevos partidos da história do Uruguai, juntamente com o Partido Nacional (PN).
O PC tem uma base ideológica diversa, que inclui desde setores liberais a sociais-liberais e, até certo ponto, progressistas. Tradicionalmente, tem sido associado à defesa do estado de bem-estar, da laicidade, da educação pública e dos direitos sociais. No entanto, ao longo de sua história, também adotou políticas mais liberalistas nas décadas de 1980 e 1990.
O partido tem uma base de apoio ampla mas que principalmente inclui setores urbanos e a classe média. Sua capacidade de adaptação e renovação, bem como envolvimento da consolidação da democracia e promoção de valores liberais/progressistas no moderno Estado do Uruguai, tem sido fundamental para sua sobrevivência e relevância ao longo de quase dois séculos.
Entre seus integrantes destacados que chegaram a presidência da República figuram: Fructuoso Rivera, Venancio Flores, Lorenzo Batlle, Lorenzo Latorre, Máximo Santos, Julio Herrera y Obes, José Batlle y Ordóñez, Feliciano Viera, Baltasar Brum, José Serrato, Juan Campisteguy, Gabriel Terra, Alfredo Baldomir, Juan José de Amézaga, Tomás Berreta, Luis Batlle Berres, Oscar Gestido, Jorge Pacheco Areco, Juan María Bordaberry, Aparicio Méndez, Julio María Sanguinetti, Jorge Batlle.

## Visão geral da história
O PC surgiu em um período de turbulência política no Uruguai, logo após a independência do país em 1825. Naquela época, o Uruguai estava dividido entre facções que disputavam o controle do Estado. O partido foi fundado por líderes como Fructuoso Rivera, o primeiro presidente do Uruguai, e representava, em suas origens, os interesses urbanos, liberais e modernizantes, em oposição ao PN, que tinha uma base mais rural e conservadora.
O nome "Colorado" (que significa "vermelho" ou "avermelhado" em espanhol) tem suas raízes nas guerras civis do século XIX, quando os partidos se diferenciavam pelo uso de fitas coloridas: os colorados usavam fitas vermelhas, enquanto os blancos (do PN) usavam fitas brancas.
No final do século XIX, sob a liderança de figuras como José Batlle y Ordóñez, o PC começou a adotar uma agenda mais progressista, que incluía a promoção da educação pública, a separação entre Igreja e Estado, e a implementação de políticas sociais. Batlle, que foi presidente de 1903 a 1907 e de 1911 a 1915, é uma das figuras mais emblemáticas do partido e do Uruguai, sendo creditado por transformar o Uruguai em uma das nações latino-americanas mais progressistas e estáveis. Sendo assim, o chamado "batllismo" tornou-se a principal corrente ideológica do Partido Colorado.
Ao longo do século XX, ainda que uma das forças políticas dominantes no Uruguai, o PC enfrentou desafios como um golpe de Estado, uma ditadura e a ascensão de novas forças políticas. Durante a ditadura civil-militar (1973-1985), assim como outras organizações políticas, o partido foi perseguido e privado de suas atividades políticas. Já com a redemocratização em 1985, retomou o seu papel central na política uruguaia.
Nas décadas de 1980 e 1990, o partido adotou a postura neoliberal que era tendência na época. As políticas  de liberalização promovidas pelo presidente colorado Julio María Sanguinetti geraram controvérsia entre as alas batllistas do sigla e a distanciaram do campo progressista.
No início do século XXI, a ascensão da coalizão de esquerda Frente Ampla (FA) desafiou a hegemonia tradicional dos partidos Colorado e Nacional. Em 2004, o PC sofreu uma derrota histórica, ficando em terceiro lugar nas eleições presidenciais, atrás da FA e do PN.
Esse período de declínio levou a uma reavaliação interna dentro do partido, com setores buscando renovar sua imagem e reconectarem-se com os eleitores. Sendo assim, em 2019, junto com o PN e outros partidos de centro-direita à direita, o PC passou a integrar a Coalizão Republicana. Essa coalizão chegou ao poder pela primeira vez em 2019, com a eleição de Luis Lacalle Pou para presidente da República.

## Resultados eleitorais

### Eleições presidenciais
| Data                                        | Candidato(a)                | Vice                        | Votos                       | %                           | Votos                       | %                           | Resultado                   |
| Data                                        | Candidato(a)                | Vice                        | 1.º turno                   | 1.º turno                   | 2.º turno                   | 2.º turno                   | Resultado                   |
| Eleições sob a Lei de Lemas                 | Eleições sob a Lei de Lemas | Eleições sob a Lei de Lemas | Eleições sob a Lei de Lemas | Eleições sob a Lei de Lemas | Eleições sob a Lei de Lemas | Eleições sob a Lei de Lemas | Eleições sob a Lei de Lemas |
| ------------------------------------------- | --------------------------- | --------------------------- | --------------------------- | --------------------------- | --------------------------- | --------------------------- | --------------------------- |
| 1938                                        | Alfredo Baldomir            | César Charlone              | 121.259                     | 33,9%                       | —                           | —                           | Eleito                      |
| 1938                                        | Eduardo Blanco Acevedo      | Eugenio Martínez Thedy      | 97.998                      | 27,4%                       | —                           | —                           | Não eleito                  |
| 1938                                        | Lema                        | Lema                        | 54                          | 0%                          | —                           | —                           | Não eleito                  |
| 1938                                        | Votos totais                | Votos totais                | 219.311                     | 61,4%                       | —                           | —                           | Não eleito                  |
| 1942                                        | Juan José de Amézaga        | Alberto Guani               | 234.127                     | 40.7%                       | —                           | —                           | Eleito                      |
| 1942                                        | Eduardo Blanco Acevedo      | Carlos Vilaró Rubio         | 74,767                      | 13.0%                       | —                           | —                           | Não eleito                  |
| 1942                                        | Williman                    | Mermot                      | 670                         | 0,1%                        | —                           | —                           | Não eleito                  |
| 1942                                        | Lema                        | Lema                        | 66                          | 0%                          | —                           | —                           | Não eleito                  |
| 1942                                        | Votos totais                | Votos totais                | 309.630                     | 57,2%                       | —                           | —                           | Não eleito                  |
| 1946                                        | Tomás Berreta               | Luis Batlle Berres          | 185.715                     | 28,6%                       | —                           | —                           | Eleito                      |
| 1946                                        | Rafael Schiaffino           | Daniel Castellanos          | 83.534                      | 12,9%                       | —                           | —                           | Não eleito                  |
| 1946                                        | Alfredo Baldomir            | Juan Carlos Mussio Fournier | 40.875                      | 6,3%                        | —                           | —                           | Não eleito                  |
| 1946                                        | Lema                        | Lema                        | 372                         | 0.0%                        | —                           | —                           | Não eleito                  |
| 1946                                        | Votos totais                | Votos totais                | 310.496                     | 47,8%                       | —                           | —                           | Não eleito                  |
| 1950                                        | Andrés Martínez Trueba      | Alfeo Brum                  | 161.262                     | 19,6%                       | —                           | —                           | Eleito                      |
| 1950                                        | César Mayo Gutiérrez        | Lorenzo Batlle Pacheco      | 150.930                     | 18,3%                       | —                           | —                           | Não eleito                  |
| 1950                                        | Eduardo Blanco Acevedo      | Cyro Giambruno              | 120.949                     | 14,7%                       | —                           | —                           | Não eleito                  |
| 1950                                        | Lema                        | Lema                        | 313                         | 0.0%                        | —                           | —                           | Não eleito                  |
| 1950                                        | Votos totais                | Votos totais                | 433,454                     | 52.6%                       | —                           | —                           | Não eleito                  |
| 1966                                        | Óscar Diego Gestido         | Jorge Pacheco Areco         | 262.040                     | 21,3%                       | —                           | —                           | Eleito                      |
| 1966                                        | Jorge Batlle                | Julio Lacarte Muró          | 215.642                     | 17,5%                       | —                           | —                           | Não eleito                  |
| 1966                                        | Amílcar Vasconcellos        | Renán Rodríguez             | 77.476                      | 6,3%                        | —                           | —                           | Não eleito                  |
| 1966                                        | Zelmar Michelini            | Aquiles Lanza               | 48.992                      | 4,0%                        | —                           | —                           | Não eleito                  |
| 1966                                        | Justino Jiménez de Aréchaga | Nilo Berchesi               | 4.064                       | 0%                          | —                           | —                           | Não eleito                  |
| 1966                                        | Lema                        | Lema                        | 389                         | 0%                          | —                           | —                           | Não eleito                  |
| 1966                                        | Votos totais                | Votos totais                | 607.633                     | 49,3%                       | —                           | —                           | Não eleito                  |
| 1971                                        | Juan María Bordaberry       | Jorge Sapelli               | 379.515                     | 22,8%                       | —                           | —                           | Eleito                      |
| 1971                                        | Jorge Batlle                | Renán Rodríguez             | 242.804                     | 14,6%                       | —                           | —                           | Não eleito                  |
| 1971                                        | Amílcar Vasconcellos        | Manuel Flores Mora          | 48.844                      | 2,9%                        | —                           | —                           | Não eleito                  |
| 1971                                        | Juan Luis Pintos            | Torialli                    | 5.402                       | 0,3%                        | —                           | —                           | Não eleito                  |
| 1971                                        | Juan Pedro Ribas            | Gorlero                     | 4.025                       | 0,2%                        | —                           | —                           | Não eleito                  |
| 1971                                        | Lema                        | Lema                        | 604                         | 0%                          | —                           | —                           | Não eleito                  |
| 1971                                        | Votos totais                | Votos totais                | 681.624                     | 41,0%                       | —                           | —                           | Não eleito                  |
| 1984                                        | Julio María Sanguinetti     | Enrique Tarigo              | 588.143                     | 31,2%                       | —                           | —                           | Eleito                      |
| 1984                                        | Jorge Pacheco Areco         | Carlos Pirán                | 183.588                     | 9,7%                        | —                           | —                           | Não eleito                  |
| 1984                                        | Lema                        | Lema                        | 5.970                       | 0,3%                        | —                           | —                           | Não eleito                  |
| 1984                                        | Votos totais                | Votos totais                | 777.701                     | 41,2%                       | —                           | —                           | Não eleito                  |
| 1989                                        | Jorge Batlle                | Jorge Sanguinetti           | 291.944                     | 14,20%                      | —                           | —                           | Não eleito                  |
| 1989                                        | Jorge Pacheco Areco         | Pablo Millor                | 289.222                     | 14,06%                      | —                           | —                           | Não eleito                  |
| 1989                                        | Hugo Fernández Faingold     | Enrique Vispo               | 14.482                      | 0,70%                       | —                           | —                           | Não eleito                  |
| 1989                                        | Lema                        | Lema                        | 1.316                       | 0,06%                       | —                           | —                           | Não eleito                  |
| 1989                                        | Votos totais                | Votos totais                | 596.964                     | 29,03%                      | —                           | —                           | Não eleito                  |
| 1994                                        | Julio María Sanguinetti     | Hugo Batalla                | 500.760                     | 24,7%                       | —                           | —                           | Eleito                      |
| 1994                                        | Jorge Batlle                | Federico Bouza              | 102.551                     | 5,1%                        | —                           | —                           | Não eleito                  |
| 1994                                        | Jorge Pacheco Areco         | Eduardo Ache                | 51.935                      | 2,6%                        | —                           | —                           | Não eleito                  |
| 1994                                        | Votos totais                | Votos totais                | 656.426                     | 32,3%                       | —                           | —                           | Não eleito                  |
| Eleições com um único candidato por partido |                             |                             |                             |                             |                             |                             |                             |
| 1999                                        | Jorge Batlle                | Luis Antonio Hierro López   | 703.915                     | 32,8%                       | 1.158.708                   | 54,1%                       | Eleito                      |
| 2004                                        | Guillermo Stirling          | Tabaré Viera                | 231.036                     | 10,36%                      | —                           | —                           | Não eleito                  |
| 2009                                        | Pedro Bordaberry            | Hugo de León                | 392.307                     | 17,02%                      | —                           | —                           | Não eleito                  |
| 2014                                        | Pedro Bordaberry            | Germán Coutinho             | 305.699                     | 12,89%                      | —                           | —                           | Não eleito                  |
| 2019                                        | Ernesto Talvi               | Robert Silva                | 300.177                     | 12,80%                      | —                           | —                           | Não eleito                  |
| 2024                                        | Andres Ojeda                | Robert Silva                | 392.592                     | 16,89%                      | —                           | —                           | Não eleito                  |

#### Nota
No sistema eleitoral em vigor na época, denominado sistema Lei de Lemas, cada partido político poderia ter até três candidatos presidenciais. O resultado combinado dos votos para os candidatos de um partido determinava qual partido controlaria o poder executivo, e qualquer um dos candidatos do partido vencedor que terminasse em primeiro lugar seria declarado presidente. Este sistema foi usado desde as eleições de 1942 até as eleições de 1994, até que em 1996, um referendo alterou a constituição para restringir cada partido a um único candidato presidencial, em vigor a partir das eleições de 1999.

### Eleições legislativas
| Data | Votos                         | Votos                         | %                             | Deputados                     | +/–                           | Senadores                     | +/-                           | Status                        | Cl.                           |
| ---- | ----------------------------- | ----------------------------- | ----------------------------- | ----------------------------- | ----------------------------- | ----------------------------- | ----------------------------- | ----------------------------- | ----------------------------- |
| 1916 | 60.420                        | 60.420                        | 41,2%                         | 87 / 218                      | 87                            |                               |                               |                               | 2.º                           |
| 1917 | 63.617                        | 63.617                        | 49,4%                         | Desconhecido                  |                               |                               |                               |                               | 1.º                           |
| 1919 | Concorreu como várias facções | Concorreu como várias facções | Concorreu como várias facções | Concorreu como várias facções | Concorreu como várias facções | Concorreu como várias facções | Concorreu como várias facções | Concorreu como várias facções | Concorreu como várias facções |
| 1922 | Concorreu como várias facções | Concorreu como várias facções | Concorreu como várias facções | Concorreu como várias facções | Concorreu como várias facções | Concorreu como várias facções | Concorreu como várias facções | Concorreu como várias facções | Concorreu como várias facções |
| 1925 | Concorreu como várias facções | Concorreu como várias facções | Concorreu como várias facções | Concorreu como várias facções | Concorreu como várias facções | Concorreu como várias facções | Concorreu como várias facções | Concorreu como várias facções | Concorreu como várias facções |
| 1928 | Concorreu como várias facções | Concorreu como várias facções | Concorreu como várias facções | Concorreu como várias facções | Concorreu como várias facções | Concorreu como várias facções | Concorreu como várias facções | Concorreu como várias facções | Concorreu como várias facções |
| 1931 | Concorreu como várias facções | Concorreu como várias facções | Concorreu como várias facções | Concorreu como várias facções | Concorreu como várias facções | Concorreu como várias facções | Concorreu como várias facções | Concorreu como várias facções | Concorreu como várias facções |
| 1933 | Concorreu como várias facções | Concorreu como várias facções | Concorreu como várias facções | Concorreu como várias facções | Concorreu como várias facções | Concorreu como várias facções | Concorreu como várias facções | Concorreu como várias facções | Concorreu como várias facções |
| 1934 | 139.832                       | 139.832                       | 56,1%                         | 55 / 99                       | 5                             | 15 / 30                       | 15                            |                               | 1.º                           |
| 1934 | Senado                        | 125.981                       | 57,0%                         | 55 / 99                       | 5                             | 15 / 30                       | 15                            |                               | 1.º                           |
| 1938 | 219.362                       | 219.362                       | 58,4%                         | 64 / 99                       | 9                             | 15 / 30                       | 0                             |                               | 1.º                           |
| 1938 | Senado                        | 219.375                       | 60,6%                         | 64 / 99                       | 9                             | 15 / 30                       | 0                             |                               | 1.º                           |
| 1942 | 328.596                       | 328.596                       | 57,1%                         | 58 / 99                       | 6                             | 19 / 30                       | 4                             |                               | 1.º                           |
| 1942 | Senado                        | 328,599                       | 57,2%                         | 58 / 99                       | 6                             | 19 / 30                       | 4                             |                               | 1.º                           |
| 1946 | 310.556                       | 310.556                       | 46,3%                         | 47 / 99                       | 11                            | 15 / 30                       | 4                             |                               | 1.º                           |
| 1946 | Senado                        | 310.390                       | 46,3%                         | 47 / 99                       | 11                            | 15 / 30                       | 4                             |                               | 1.º                           |
| 1950 | 433.628                       | 433.628                       | 52,3%                         | 53 / 99                       | 6                             | 17 / 30                       | 2                             |                               | 1.º                           |
| 1950 | Senado                        | 433.440                       | 52,9%                         | 53 / 99                       | 6                             | 17 / 30                       | 2                             |                               | 1.º                           |
| 1954 | 444.429                       | 444.429                       | 50,6%                         | 51 / 99                       | 2                             | 17 / 31                       | 0                             |                               | 1.º                           |
| 1958 | 379.062                       | 379.062                       | 37,7%                         | 38 / 99                       | 13                            | 12 / 31                       | 5                             |                               | 2.º                           |
| 1962 | 521.231                       | 521.231                       | 44,5%                         | 44 / 99                       | 6                             | 14 / 31                       | 2                             |                               | 2.º                           |
| 1966 | 607.633                       | 607.633                       | 49,3%                         | 50 / 99                       | 6                             | 16 / 30                       | 2                             |                               | 2.º                           |
| 1971 | 681.624                       | 681.624                       | 41,0%                         | 41 / 99                       | 9                             | 13 / 30                       | 3                             |                               | 1.º                           |
| 1984 | 777.701                       | 777.701                       | 41,2%                         | 41 / 99                       | 0                             | 13 / 30                       | 0                             |                               | 1.º                           |
| 1989 | 596.964                       | 596.964                       | 29,03%                        | 30 / 99                       | 11                            | 9 / 30                        | 4                             |                               | 2.º                           |
| 1994 | 656.426                       | 656.426                       | 32,3%                         | 32 / 99                       | 2                             | 11 / 31                       | 2                             |                               | 1.º                           |
| 1999 | 703.915                       | 703.915                       | 32,8%                         | 33 / 99                       | 1                             | 10 / 30                       | 1                             | Coalizão                      | 2.º                           |
| 2004 | 231.036                       | 231.036                       | 10,36%                        | 10 / 99                       | 23                            | 3 / 30                        | 7                             | Oposição                      | 3.º                           |
| 2009 | 392.307                       | 392.307                       | 17,02%                        | 17 / 99                       | 7                             | 5 / 30                        | 2                             | Oposição                      | 3.º                           |
| 2014 | 305.699                       | 305.699                       | 12,89%                        | 13 / 99                       | 4                             | 4 / 30                        | 2                             | Oposição                      | 3.º                           |
| 2019 | 300.177                       | 300.177                       | 12,80%                        | 13 / 99                       | 0                             | 4 / 30                        | 0                             | Coalizão                      | 3.º                           |
| 2024 | 392.592                       | 392.592                       | 16,89%                        | 17 / 99                       | 4                             | 5 / 30                        | 1                             | ASA                           | 3.º                           |

### Eleições do Conselho Nacional de Administração e do Conselho Nacional de Governo
| Data                                                                  | Votes                         | %                             | Assentos                      | +/-                           | Cl.                           |
| --------------------------------------------------------------------- | ----------------------------- | ----------------------------- | ----------------------------- | ----------------------------- | ----------------------------- |
| 1925                                                                  | Concorreu como várias facções | Concorreu como várias facções | Concorreu como várias facções | Concorreu como várias facções | Concorreu como várias facções |
| 1926                                                                  | Concorreu como várias facções | Concorreu como várias facções | Concorreu como várias facções | Concorreu como várias facções | Concorreu como várias facções |
| 1928                                                                  | Concorreu como várias facções | Concorreu como várias facções | Concorreu como várias facções | Concorreu como várias facções | Concorreu como várias facções |
| 1930                                                                  | 165.069                       | 52,1%                         | Desconhecido                  |                               | 1.º                           |
| 1932                                                                  | 107.664                       | 67,0%                         | Desconhecido                  |                               | 1.º                           |
| Abolido em 1933, restabelecido como Conselho Nacional de Governo      |                               |                               |                               |                               |                               |
| 1954                                                                  | 444.429                       | 50,6%                         | 6 / 9                         | 6                             | 1.º                           |
| 1958                                                                  | 379.062                       | 37,7%                         | 3 / 9                         | 3                             | 2.º                           |
| 1962                                                                  | 545.029                       | 521.231                       | 3 / 9                         | Estável                       | 2.º                           |
| Conselho Nacional abolido em 1966, sistema presidencial restabelecido |                               |                               |                               |                               |                               |